# Aguas da Amazonia
Aguas da Amazonia est un album du groupe brésilien de musique expérimentale et de world music Uakti. L'ensemble des compositions, à l'exception de Metamorphosis I, proviennent de l'œuvre Seven or Eight Pieces for a Ballet de Philip Glass, commissionnée à l'origine par le Grupo Corpo Brazilian Dance Theater.

## Historique
Philip Glass rencontra les membres de groupe Uakti lors d'un voyage au Brésil qu'il effectuait en compagnie de son ami Paul Simon. Ce dernier composait alors pour son album The Rythm of the Saints dans lequel intervenait le groupe Uakti. Quelques années plus tard, Philip Glass fut sollicité par le groupe pour une collaboration. Ce fut l'œuvre Seven or Eight Pieces for a Ballet. Marco Antonio Guimaraes fit les arrangements nécessaires pour que l'œuvre puisse être jouée sur les instruments du groupe qu'il construit lui-même. Metamorphosis I fut interprétée quelques années plus tard, en 1999, pour compléter l'album.

## Musiciens
- Marco Antonio Guimaraes – direction artistique, arrangements, instruments à cordes
- Paulo Sergio Dos Santos – percussions
- Decio de Souza Ramos Filho – percussions
- Artur Andres Ribeiro – instruments à vent

## Titres
1. Tiquiê River – 1:41
2. Japura River – 4:44
3. Purus River – 7:44
4. Negro River – 4:19
5. Madeira River – 4:00
6. Tapajos River – 2:49
7. Paru River – 4:25
8. Xingu River – 5:03
9. Amazon River – 7:26
10. Metamorphosis I – 12:32